# Krasnogorsk (Oblast' di Mosca)

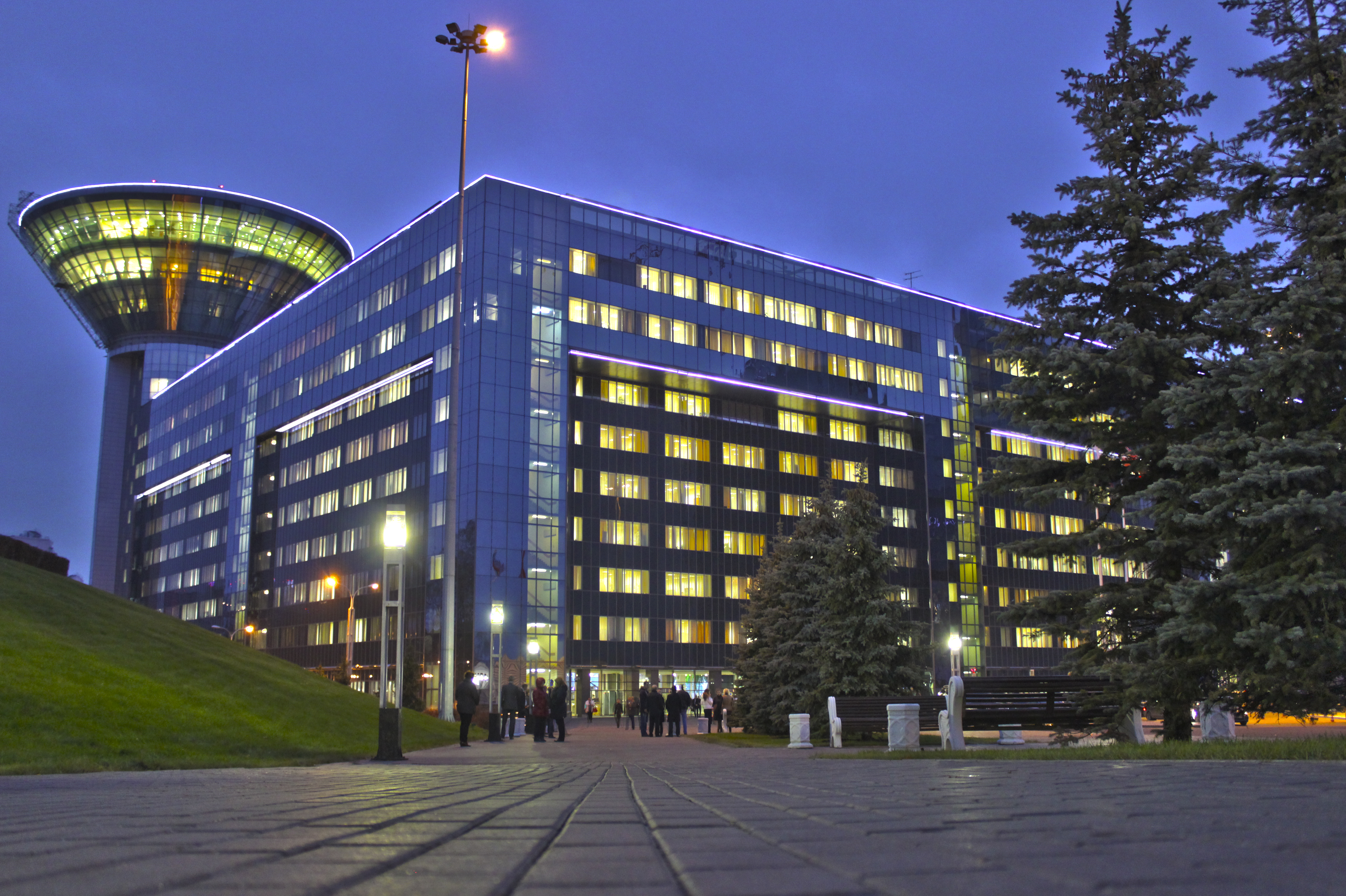

Krasnogorsk è una cittadina della Russia europea centrale (oblast' di Mosca), situata 23 chilometri a ovest della capitale sulle rive del fiume Moscova; fino al 2017 era il capoluogo amministrativo del distretto omonimo.
La città attuale si formò nel 1932, quando vennero aggregati in un'unica unità amministrativa i preesistenti insediamenti di Pavšino (Павшино, attestato dal 1462), Gubajlovo (Губайлово, attestato dal 1620), Ban'ki (Баньки) e Krasnaja Gorka (Красная Горка), entrambi invece molto più recenti risalendo rispettivamente alla metà del XIX secolo e al 1926. Questa nuova entità venne battezzata Krasnogorsk e inquadrata come insediamento di tipo urbano; otto anni più tardi ottenne lo status di città.
La città di Krasnogorsk è al giorno d'oggi un sobborgo della capitale russa, caratterizzato da una base economica industriale (meccanica); in particolare, vengono qui prodotte cineprese e macchine fotografiche.

## Società

### Evoluzione demografica
Fonte: mojgorod.ru
- 1939: 18.000
- 1959: 35.200
- 1979: 77.400
- 1989: 90.500
- 2002: 92.545
- 2007: 98.900